# فراتس رویمشاتل
فراتس رویمشاتل (انگلیسی: Frits Ruimschotel; ۲۲ فوریهٔ ۱۹۲۲ – ۲۸ مهٔ ۱۹۸۷) بازیکن واترپلو، و شناگر اهل پادشاهی هلند بود.